# Copa Sudamericana 2006
Die Copa Sudamericana 2006 war die 5. Ausspielung dieses zweitwichtigsten südamerikanischen Fußballwettbewerbs für Vereinsmannschaften, der aufgrund des Sponsorings des Automobilherstellers Nissan auch unter der Bezeichnung „Copa Nissan Sudamericana“ firmierte. In dieser fünften Saison nahmen insgesamt 34 Mannschaften einschließlich Titelverteidiger Boca Juniors teil, darunter 31 Teams aus den 10 Mitgliedsverbänden der CONMEBOL und erstmals 3 Teams aus dem Bereich der CONCACAF. Dies waren CF Pachuca und Deportivo Toluca aus Mexiko und LD Alajuelense aus Costa Rica. Der Wettbewerb wurde wie gehabt in der zweiten Jahreshälfte ausgespielt. Er begann am 22. August 2006 mit den Ausscheidungsrunden und endete am 13. Dezember 2006 mit dem Finalrückspiel in Santiago de Chile. Den Titel gewann der mexikanische Verein CF Pachuca.

## Modus
Im Vergleich zum Vorjahr gab keine Änderungen am Austragungsmodus. Für das Achtelfinale qualifizierten sich wie gehabt die jeweiligen Sieger der regionalen Ausscheidungsrunden. Weitere sechs Mannschaften waren direkt für das Achtelfinale qualifiziert. Dies waren drei Teams aus Argentinien und die drei Teams aus dem Bereich der CONCACAF. Ab dem Achtelfinale wurde wie bisher im reinen K.-o.-System mit Hin- und Rückspiel gespielt. Bei Punkt- und Torgleichheit galt die Auswärtstorregel. War auch die Zahl der auswärts erzielten Tore gleich, folgte im Anschluss an das Rückspiel unmittelbar ein Elfmeterschießen. Diese Regelung galt auch für das Finale.

## Ausscheidung Argentinien
Die Hinspiele fanden am 22. und 30. August, die Rückspiele am 12. und 20. September 2006 statt.
|                           | Gesamt |                    | Hinspiel | Rückspiel |
| ------------------------- | ------ | ------------------ | -------- | --------- |
| CA San Lorenzo de Almagro | 2:1    | CA Banfield        | 2:1      | 0:0       |
| CA Lanús                  | 3:0    | CA Vélez Sársfield | 2:0      | 1:0       |

Argentiniens Vertreter für das Achtelfinale waren somit CA San Lorenzo de Almagro und CA Lanús.

## Ausscheidung Brasilien
Die Hinspiele fanden am 6. und 7., die Rückspiele am 13. und 14. August 2006 statt.
|                  | Gesamt          |                           | Hinspiel | Rückspiel |
| ---------------- | --------------- | ------------------------- | -------- | --------- |
| CR Vasco da Gama | 1:4             | Corinthians São Paulo     | 0:1      | 1:3       |
| FC Santos        | 1:1 (4:3 i. E.) | Cruzeiro Belo Horizonte   | 1:0      | 0:1       |
| Paraná Clube     | 1:4             | Athletico Paranaense      | 1:3      | 0:1       |
| Botafogo FR      | 2:2 (2:4 i. E.) | Fluminense Rio de Janeiro | 1:1      | 1:1       |

Brasiliens Vertreter für das Achtelfinale waren somit Corinthians São Paulo, der FC Santos, Athletico Paranaense und Fluminense Rio de Janeiro.

## Ausscheidung Chile / Peru

### 1. Runde
Die Hinspiele fanden am 24., die Rückspiele am 31. August 2006 statt.
|                      | Gesamt          |                        | Hinspiel | Rückspiel |
| -------------------- | --------------- | ---------------------- | -------- | --------- |
| CD Huachipato        | 3:3 (3:5 i. E.) | CSD Colo-Colo          | 1:2      | 2:1       |
| Coronel Bolognesi FC | (a)3:3(a)       | Universidad San Martín | 1:0      | 2:3       |

### 2. Runde
Das Hinspiel fand am 12., das Rückspiel am 19. September 2006 statt.
|                      | Gesamt    |               | Hinspiel | Rückspiel |
| -------------------- | --------- | ------------- | -------- | --------- |
| Coronel Bolognesi FC | (a)2:2(a) | CSD Colo-Colo | 2:1      | 0:1       |

Für das Achtelfinale qualifizierte sich CSD Colo-Colo Santiago aus Chile.

## Ausscheidung Bolivien / Ecuador

### 1. Runde
Die Hinspiele fanden am 22. und 24., die Rückspiele am 30. und 31. August 2006 statt.
|                        | Gesamt |                | Hinspiel | Rückspiel |
| ---------------------- | ------ | -------------- | -------- | --------- |
| LDU Quito              | 3:4    | CD El Nacional | 2:3      | 1:1       |
| Universitario de Sucre | 5:4    | Club Bolívar   | 2:2      | 3:2       |

### 2. Runde
Das Hinspiel fand am 12., das Rückspiel am 21. September 2006 statt.
|                        | Gesamt |                | Hinspiel | Rückspiel |
| ---------------------- | ------ | -------------- | -------- | --------- |
| Universitario de Sucre | 2:5    | CD El Nacional | 1:3      | 1:2       |

Für das Achtelfinale qualifizierte sich CD El Nacional Quito aus Ecuador.

## Ausscheidung Paraguay / Uruguay

### 1. Runde
Die Hinspiele fanden am 23., die Rückspiele am 29. August 2006 statt.
|                    | Gesamt |                     | Hinspiel | Rückspiel |
| ------------------ | ------ | ------------------- | -------- | --------- |
| Club Libertad      | 4:1    | Club Cerro Porteño  | 3:1      | 1:0       |
| Central Español FC | 0:1    | Nacional Montevideo | 0:1      | 0:0       |

### 2. Runde
Das Hinspiel fand am 5., das Rückspiel am 9. September 2006 statt.
|               | Gesamt |                     | Hinspiel | Rückspiel |
| ------------- | ------ | ------------------- | -------- | --------- |
| Club Libertad | 2:4    | Nacional Montevideo | 1:2      | 1:2       |

Für das Achtelfinale qualifizierte sich der Nacional Montevideo aus Uruguay.

## Ausscheidung Kolumbien / Venezuela

### 1. Runde
Die Hinspiele fanden am 22. und 23., die Rückspiele am 30. und 29. August 2006 statt.
|                       | Gesamt |                        | Hinspiel | Rückspiel |
| --------------------- | ------ | ---------------------- | -------- | --------- |
| AC Mineros de Guayana | 6:1    | Carabobo FC            | 3:0      | 3:1       |
| Deportes Tolima       | 4:2    | Independiente Medellín | 3:1      | 1:1       |

### 2. Runde
Das Hinspiel fand am 5., das Rückspiel am 21. September 2006 statt.
|                 | Gesamt    |                       | Hinspiel | Rückspiel |
| --------------- | --------- | --------------------- | -------- | --------- |
| Deportes Tolima | (a)2:2(a) | AC Mineros de Guayana | 0:0      | 2:2       |

Für das Achtelfinale qualifizierte sich Deportes Tolima aus Kolumbien.

## Achtelfinale
Teilnehmer waren die zehn Sieger der regionalen Ausscheidungen und folgende sechs Mannschaften die durch ein Freilos automatisch qualifiziert waren:
 Boca Juniors (Titelverteidiger)
 River Plate
 Gimnasia y Esgrima La Plata
 Deportivo Toluca
 CF Pachuca
 LD Alajuelense
Die Hinspiele fanden vom 26. September bis 4. Oktober, die Rückspiele vom 10. bis 12. Oktober 2006 statt.
|                           | Gesamt          |                             | Hinspiel | Rückspiel |
| ------------------------- | --------------- | --------------------------- | -------- | --------- |
| Deportes Tolima           | 3:6             | CF Pachuca                  | 2:1      | 1:5       |
| Deportivo Toluca          | 3:0             | CD El Nacional              | 1:0      | 2:0       |
| Corinthians São Paulo     | 2:4             | CA Lanús                    | 0:0      | 2:4       |
| CA San Lorenzo de Almagro | 3:1             | FC Santos                   | 3:0      | 0:1       |
| River Plate               | 2:3             | Athletico Paranaense        | 0:1      | 2:2       |
| Fluminense Rio de Janeiro | 1:3             | Gimnasia y Esgrima La Plata | 1:1      | 0:2       |
| Nacional Montevideo       | 3:3 (3:1 i. E.) | Boca Juniors                | 2:1      | 1:2       |
| LD Alajuelense            | 02:11           | CSD Colo-Colo               | 0:4      | 2:7       |

## Viertelfinale
Die Hinspiele fanden am 18., 19. und 25. Oktober, die Rückspiele am 31., 25. und 26. Oktober sowie am 1. November 2006 statt.
|                           | Gesamt    |                             | Hinspiel | Rückspiel |
| ------------------------- | --------- | --------------------------- | -------- | --------- |
| CA Lanús                  | 2:5       | CF Pachuca                  | 0:3      | 2:2       |
| Nacional Montevideo       | 2:6       | Athletico Paranaense        | 1:2      | 1:4       |
| CSD Colo-Colo             | 6:1       | Gimnasia y Esgrima La Plata | *4:1*    | 2:0       |
| CA San Lorenzo de Almagro | (a)3:3(a) | Deportivo Toluca            | 3:1      | 0:2       |

* Hinspiel beim Stand von 4:1 in der 86. Spielminute abgebrochen, da ein Spieler von Gimnasia y Esgrima von einem Gegenstand getroffen wurde.

## Halbfinale
Die Hinspiele fanden am 15. und 16., die Rückspiele am 22. und 21. November 2006 statt.
|                      | Gesamt |                  | Hinspiel | Rückspiel |
| -------------------- | ------ | ---------------- | -------- | --------- |
| Athletico Paranaense | 1:5    | CF Pachuca       | 0:1      | 1:4       |
| CSD Colo-Colo        | 4:1    | Deportivo Toluca | 2:1      | 2:0       |

## Finale

### Hinspiel
| CF Pachuca                                             | CF Pachuca | CSD Colo-Colo | CSD Colo-Colo |
| ------------------------------------------------------ | --- | --- | ------------- |
| CF Pachuca                                             | \| 30. November 2006 in Pachuca de Soto (Estadio Hidalgo) \| \| Ergebnis: 1:1 (1:0) \| \| Zuschauer: 25.000 \| \| Schiedsrichter: Roberto Silvera ( Uruguay) \| | \| 30. November 2006 in Pachuca de Soto (Estadio Hidalgo) \| \| Ergebnis: 1:1 (1:0) \| \| Zuschauer: 25.000 \| \| Schiedsrichter: Roberto Silvera ( Uruguay) \| | CSD Colo-Colo |
| CF Pachuca                                             | Miguel Calero – Fernando Salazar, Leobardo López (71. Roberto Saucedo), Aquivaldo Mosquera, Fausto Pinto – Paul Aguilar (46. Carlos Rodríguez), Jaime Correa, Gabriel Caballero (58. Damián Ariel Álvarez), Andrés Chitiva – Christian Giménez, Juan Carlos Cacho Cheftrainer: Enrique Meza | Sebastián Cejas – Miguel Riffo, David Henríquez , Arturo Vidal, Álvaro Ormeño (78. Moisés Villarroel) – Rodrigo Meléndez, Arturo Sanhueza, Gonzalo Fierro (88. Luis Mena), Matías Fernández – Alexis Sánchez (60. Andrés González), Humberto Suazo Cheftrainer: Claudio Borghi ( Argentinien) | CSD Colo-Colo |
| CF Pachuca                                             | 1:0 Andrés Chitiva (27.) | 1:1 Humberto Suazo (50.) | CSD Colo-Colo |
| CF Pachuca                                             | Andrés Chitiva (43.), Christian Giménez (69.) | Arturo Sanhueza (40.), Alexis Sánchez (45.), Arturo Vidal (76.), Gonzalo Fierro (88.), Humberto Suazo (89.) | CSD Colo-Colo |
| 30. November 2006 in Pachuca de Soto (Estadio Hidalgo) | | |               |
| Ergebnis: 1:1 (1:0)                                    | | |               |
| Zuschauer: 25.000                                      | | |               |
| Schiedsrichter: Roberto Silvera ( Uruguay)             | | |               |

### Rückspiel
| CSD Colo-Colo                                                      | CSD Colo-Colo | CF Pachuca | CF Pachuca |
| ------------------------------------------------------------------ | --- | --- | ---------- |
| CSD Colo-Colo                                                      | \| 13. Dezember 2006 in Santiago de Chile (Estadio Nacional de Chile) \| \| Ergebnis: 1:2 (1:0) \| \| Zuschauer: 70.000 \| \| Schiedsrichter: Héctor Baldassi ( Argentinien) \| | \| 13. Dezember 2006 in Santiago de Chile (Estadio Nacional de Chile) \| \| Ergebnis: 1:2 (1:0) \| \| Zuschauer: 70.000 \| \| Schiedsrichter: Héctor Baldassi ( Argentinien) \| | CF Pachuca |
| CSD Colo-Colo                                                      | Sebastián Cejas – Miguel Riffo, Arturo Vidal, David Henríquez , Álvaro Ormeño (79. Mario Cáceres) – Rodrigo Meléndez (86. Andrés González), Arturo Sanhueza, Gonzalo Fierro, Matías Fernández – Humberto Suazo, Alexis Sánchez (83. Miguel Caneo) Cheftrainer: Claudio Borghi ( Argentinien) | Miguel Calero – Leobardo López, Aquivaldo Mosquera, Fausto Pinto, Marvin Cabrera – Fernando Salazar (46. Damián Ariel Álvarez), Jaime Correa, Gabriel Caballero, Andrés Chitiva – Christian Giménez (83. Juan Pablo Alfaro), Juan Carlos Cacho (46. Carlos Rodríguez) Cheftrainer: Enrique Meza | CF Pachuca |
| CSD Colo-Colo                                                      | 1:0 Humberto Suazo (35.) | 1:1 Gabriel Caballero (53.) 1:2 Christian Giménez (72.) | CF Pachuca |
| CSD Colo-Colo                                                      | Arturo Vidal (59.), Rodrigo Meléndez (61.), David Henríquez (74.) | Damián Álvarez (51.), Christian Giménez(74.) | CF Pachuca |
| CSD Colo-Colo                                                      | Gonzalo Fierro (76.) | Andrés Chitiva (76.) | CF Pachuca |
| 13. Dezember 2006 in Santiago de Chile (Estadio Nacional de Chile) | | |            |
| Ergebnis: 1:2 (1:0)                                                | | |            |
| Zuschauer: 70.000                                                  | | |            |
| Schiedsrichter: Héctor Baldassi ( Argentinien)                     | | |            |

## Beste Torschützen
| Rang | Spieler           | Klub                 | Tore |
| ---- | ----------------- | -------------------- | ---- |
| 1    | Humberto Suazo    | CSD Colo-Colo        | 10   |
| 2    | Matías Fernández  | CSD Colo-Colo        | 9    |
| 3    | Christian Giménez | CF Pachuca           | 5    |
| 4    | Marcos Aurélio    | Athletico Paranaense | 4    |
|      | Juan Carlos Cacho | CF Pachuca           | 4    |
|      | Rodrigo Archubi   | CA Lanús             | 4    |